# Debora Patta
Debora Patta, född 13 juli 1964, är en sydafrikansk radio- och tv-journalist. Hennes far kom från Rom i Italien och ägde ett hotell där.
Hon arbetade tidigare för Radio 702, men är nu programledare för nyhetsmagasinet 3rd Degree på kanalen E.TV. Hon är känd som en grävande journalist och för sina intervjuer med kända och mäktiga personer. Under hennes tid som programledare för 3rd Degree, vann hennes journalistkollega Samantha Rogers 2001 utmärkelsen "CNN African Journalist of the Year" för ett av programmets reportage.
Hon är medförfattare till två böcker:
- Rory Steyn, One Step Behind Mandela : the story of Rory Steyn, Nelson Mandela's chief bodyguard, as told to Debora Patta (2000)
- Baby Micaela, en dokumentär bok om Sydafrikas mest uppmärksammade fall av kidnappning av barn